# 岡部麟
岡部麟（日语：／ Okabe Rin */?，1996年11月7日—）是日本女藝人，為女子偶像團體AKB48前成員，曾擔任Team 8茨城縣代表，茨城縣日立市出身，所屬經紀公司為Horipro。2014年以AKB48 Team 8成員身份出道。2024年4月4日自AKB48畢業。

## 經歷
2014年4月3日，通過「AKB48 Team 8 全國同步徵選」，成為Team 8創始成員。
2016年10月18日，AKB48在日本電視台的冠名節目《AKBINGO!》當集播出「節目出演權爭奪戰」，較少在該節目登場的AKB48成員們進行一連串比賽，獲勝者可在該節目成為一季的演出班底。由於《AKBINGO!》為AKB48主要演出的電視節目之一，加上該節目為日本全國聯播，對AKB48成員們是難得的曝光機會。在該集登場的岡部，原先在比賽時被誤判為失格，但向主持人Woman Rush Hour申訴成功，最終更贏得比賽。岡部以此為契機，加上在節目中表現不差，逐漸成為《AKBINGO!》的固定班底之一。
2017年7月，與前輩橫山由依一同出演了麥當勞的網路廣告。9月10日，AKB48發表第50張單曲《11月的腳鏈》的選拔名單，岡部名列其中，首次獲選為AKB48單曲的選拔成員。12月8日，於AKB48劇場舉行的「AKB48 12周年紀念公演」上，AKB48營運方發表第五次組閣（分隊編組調整）的消息，岡部除了將兼任Team A、還將出任Team A隊長，成為Team A成立以來第6任隊長；新組閣編組預計於2018年4月1日起實施。12月31日，岡部獲選以AKB48的名義在「第68回NHK紅白歌合戰」登場，首次在NHK紅白歌合戰演出。
2018年1月10日，岡部獲得茨城縣知事大井川和彥任命為茨城縣宣傳大使團「茨城大使」（いばらき大使）的一員。1月20日，在東京巨蛋城表演廳舉行的「AKB48家族 重溫時間 最佳曲目100 2018」最終公演上，發表AKB48發行第51張單曲《Ja-Ba-Ja》的消息，岡部繼上張單曲後再次進入選拔名單。6月16日，岡部於名古屋巨蛋開票的「第10屆AKB48選拔總選舉」上獲得第58名，首度進入AKB48選拔總選舉榜內。
2019年1月17日，於東京巨蛋城表演廳舉行首次個人演唱會《AKB48岡部麟個人演唱會 ～喂喂~~！你是推麟麟的吧！？～》（AKB48岡部麟ソロコンサート〜もしも〜し！りんりん推しでしょ！？〜）。
2020年2020年11月1日，與清水麻璃亞、小田繪里奈一同擔任SMALL WORLDS TOKYO的形象大使。12月16日，岡部在Horipro舉行的「Horipro NS星期三祭2020」上，宣布移籍經紀公司至Horipro。
2021年6月30日，開設官方粉絲俱樂部「Atelier Berin」。11月9日，宣布擔任「茨城縣杜絕酒駕形象代言人」。
2023年11月7日，在個人Twitter上宣布將於2024年4月畢業。
2024年3月17日，於PIA Arena MM舉行的「AKB48春季演唱會2024 in PIA Arena MM 夜場～淚水留待某天～」（AKB48 春コンサート2024 in ぴあアリーナMM 夜の部〜涙はいつの日か〜）中和小田繪里奈共同舉行畢業典禮。3月27日，發行首本個人寫真集《ESCARGOT》（エスカルゴ）。4月4日，在AKB48劇場舉行畢業公演，正式從AKB48畢業。

## 人物
入團時的暱稱是「Rinchan」（りんちゃん），後來改為「RinRin」（りんりん）。另外在Team 8的場合還會使用「Be-rin」（べりん）這個暱稱，此稱呼係岡部錄製直播節目《AKB48的你是誰？》時被命名，來自其姓名中的後2個日文音節。
興趣是聽音樂與散步。專長自承是舞蹈，亦擅於繪畫，是Team 8吉祥物「Eight君」（エイトくん）的創作者。
喜歡的AKB48前輩是小嶋陽菜與梅田彩佳。聲音被認為與AKB48前輩前田敦子相似。

## 演唱歌曲
標註「★」符號者，表示該首歌曲有拍攝MV。

### 單曲選拔樂曲
AKB48
|      | 發行日期       | 單曲名稱         | 參與歌曲名稱             | 名義            | 收錄於   | MV | 備註                 |
| ---- | -------------- | ---------------- | ------------------------ | --------------- | -------- | -- | -------------------- |
| 37th | 2014年08月27日 | 心意告示牌       | 去47個美麗城市           | Team 8          | 劇場盤   | ★  |                      |
| 38th | 2014年11月26日 | 希望無限         | 制服的翅膀               | Team 8          | Type D   | ★  |                      |
| 39th | 2015年03月04日 | Green Flash      | 從打招呼開始             | Team 8          | Type H   | ★  |                      |
| 42nd | 2015年12月09日 | 紅唇Be My Baby   | 搗蛋鬼小蝗蟲             | Team 8          | Type C   | ★  |                      |
| 44th | 2016年06月01日 | 不需要翅膀       | 通往夢想的路             | Team 8          | Type C   | ★  |                      |
| 46th | 2016年11月16日 | High Tension     | 將星空獻給你             | Team 8 EAST     | Type C   | ★  |                      |
| 48th | 2017年05月31日 | 空有願望         | 明滅女人香               |                 | Type B   | ★  |                      |
| 50th | 2017年11月22日 | 11月的腳鏈       | 11月的腳鏈               |                 | 全版本   | ★  | A面曲 首次進入選拔組 |
| 50th | 2017年11月22日 | 11月的腳鏈       | 熱愛人生！               | Team 8          | Type B   | ★  |                      |
| 51st | 2018年03月14日 | Ja-Ba-Ja         | Ja-Ba-Ja                 |                 | 全版本   | ★  | A面曲                |
| 51st | 2018年03月14日 | Ja-Ba-Ja         | Position                 | AKB48新生代選拔 | Type D·E | ★  |                      |
| 51st | 2018年03月14日 | Ja-Ba-Ja         | 無國境時代               | 坂道AKB         | Type E   | ★  |                      |
| 52nd | 2018年05月30日 | Teacher Teacher  | Teacher Teacher          |                 | 全版本   | ★  | A面曲                |
| 52nd | 2018年05月30日 | Teacher Teacher  | 蜂巢Dance                | Team 8          | 劇場盤   |    |                      |
| 53rd | 2018年09月19日 | 感傷列車         | 某天 不經意…             | Future Girls    | Type B   | ★  |                      |
| 53rd | 2018年09月19日 | 感傷列車         | 百合會盛開嗎？           |                 | 劇場盤   |    |                      |
| 54th | 2018年11月28日 | NO WAY MAN       | NO WAY MAN               |                 | 全版本   | ★  | A面曲                |
| 55th | 2019年03月13日 | 回憶上心頭DAYS   | 回憶上心頭DAYS           |                 | 全版本   | ★  | A面曲                |
| 55th | 2019年03月13日 | 回憶上心頭DAYS   | 初恋之门                 | 坂道AKB         | Type B   | ★  |                      |
| 56th | 2019年09月18日 | 持續愛你         | 持續愛你                 |                 | 全版本   | ★  | A面曲                |
| 56th | 2019年09月18日 | 持續愛你         | 喜歡你 喜歡你 喜歡你     | Team 8          | Type A   | ★  |                      |
| 56th | 2019年09月18日 | 持續愛你         | 你會對流星許下什麼願望？ | 總監督與隊長們  | 劇場盤   |    |                      |
| 57th | 2020年03月18日 | 感謝失戀         | 感謝失戀                 |                 | 全版本   | ★  | A面曲                |
| 57th | 2020年03月18日 | 感謝失戀         | 匆匆忙忙                 | Team 8          | Type C   | ★  |                      |
| 57th | 2020年03月18日 | 感謝失戀         | 愛過的人                 |                 | 劇場盤   |    |                      |
| 58th | 2021年9月29日  | 一切都成Rumor    | 一切都成Rumor            |                 | 全版本   | ★  | A面曲                |
| 59th | 2022年05月18日 | 是前男友         | 是前男友                 |                 | 全版本   | ★  | A面曲                |
| 59th | 2022年05月18日 | 是前男友         | 懦弱的樹懶               | Team A          | Type-A   | ★  |                      |
| 60th | 2022年10月19日 | 久違的Lip Gloss  | 久違的Lip Gloss          |                 | 全版本   | ★  | A面曲                |
| 61st | 2023年04月26日 | 無論如何都喜歡你 | 無論如何都喜歡你         |                 | 全版本   | ★  | A面曲                |
| 61st | 2023年04月26日 | 無論如何都喜歡你 | 裝睡                     | 料理選拔甜點部  | 全版本   | ★  |                      |
| 61st | 2023年04月26日 | 無論如何都喜歡你 | 並非永別                 | Team 8          | Type-A   |    |                      |
| 62nd | 2023年09月27日 | 如果不是偶像的話 | 如果不是偶像的話         |                 | 全版本   | ★  | A面曲                |

### 專輯選拔樂曲
AKB48
|     | 發行日期       | 專輯名稱                     | 參與歌曲名稱         | 名義   | 收錄於          | 備註 |
| --- | -------------- | ---------------------------- | -------------------- | ------ | --------------- | ---- |
| 6th | 2015年01月21日 | 這裡是羅德斯島、在這裡跳吧！ | 笨手笨腳的支持       | Team 8 | Type A          |      |
| 7th | 2015年11月18日 | 0與1之間                     | 一輩子可以遇見多少人 | Team 8 | MILLION SINGLES |      |
| 9th | 2018年01月24日 | 那個黎明，我們都知道         | 抱歉，我喜歡上你了…  |        | 劇場盤          |      |

### 劇場公演分組曲
| 公演名稱                            | 參與歌曲名稱       | 備註 |
| ----------------------------------- | ------------------ | ---- |
| Team 8公演                          |                    |      |
| Team 8 1st Stage「Party開始了」公演 | 和你在一起的平安夜 |      |
| Team 8 2nd Stage「想見你」公演      | 嘆息的人偶         |      |
| Team 8 2nd Stage「想見你」公演      | 玻璃般的我愛你     |      |
| Team 8 2nd Stage「想見你」公演      | 從背後緊緊相擁     |      |
| Team 8 2nd Stage「想見你」公演      | 里約的革命         |      |
| AKB48特別公演                       |                    |      |
| 小嶋陽菜「好感度爆表」公演          | 海市蜃樓           |      |
| 外山大輔「密涅瓦呀，起風吧」公演    | 雄蕊雌蕊夜之蝶     |      |

## 演出

### 電視劇
- 馬路無理學園（日本電視台，2018年7月25日－9月27日）：飾演 Hina / 朝陽日奈（兼旁白）[44]
- そこにあるBU.KI.MI season 2 第5話『ラジオにある』（2020年2月3日，埼玉電視台）：飾演 ユキ[45]

### 電視節目
- いば6（2019年4月19日－，NHK綜合台、水戶放送局）- 每月星期五常規出演[46][47]
- 未來☆怪獸→獅王的未來☆怪獸（2020年1月5日－2024年3月17日，富士電視台）- 主持人[48]
- 都交給秋子吧!（2022年3月27日－，TBS系）-  準固定班底[49]
- GINZA CASSETTE SONG（2023年10月19日－2024年3月30日，BS-TBS）- 主持人[50][51]

### 網絡節目
- ABEMA BOATRACE SPACE『クロちゃんとクルーちゃん2nd』（2023年4月7日－2024年3月29日，ABEMA）
- ABEMA BOATRACE COLORS『クロクルパレット』（2024年4月5日－2025年3月28日 ，ABEMA）-  固定班底
- ABEMA BOATRACE COLORS『ときめきファンファーレ』（2025年4月11日－）-  固定班底

### 廣播節目
- Listen? 2-3（2017年8月3日－24日，文化放送）- 主持人[52]

### 舞台劇
- 大人的咖啡店 第11回單獨公演「走三步夏卡爾兩步」（大人のカフェ第11回単独公演『3歩進んで2歩シャガール』；2018年2月21日－25日，CBGK澀劇!!）[53][54]
- 舞台版「馬路無理學園」（2018年10月19日－28日，日本青年館表演廳）：飾演 Hina[55]
- 舞台「馬路無理學園_蕾-RAI-」（2021年3月27日－4月4日，天王洲 銀河劇場）：飾演 Hina[56][57]
- 舞台「馬路無理學園-LOUDNESS-」（2021年8月20日－29日，品川王子大飯店 Stellar Ball）：主演 努爾[58]
- 日本劇作家協會節目 OFFICE SHIKA MUSICAL 雜踏音樂劇《霓虹兒童》（2022年3月3日－14日，座・高圓寺1／18日－21日，伊丹Ai Hall）：飾演 美幸[59]
- AKB48 Team 8「KISS 8」-8th Anniversary Special Performance-（2022年5月13日－22日，天王洲 銀河劇場） [60][61]
- 音樂劇「彼得潘」（2022年7月23日－7月24日[注 3]，東京：東京國際論壇 C廳／8月13日－14日，梅田藝術劇場 主廳）：飾演 Wendy[63]
- 新・未來支持事業 ADACHI HOUSE實驗室「目標是音樂劇水戶黃門？」〜光圀青春（浪漫）篇〜（2022年9月16日－18日，水戶藝術館 ACM劇場） ：飾演 胡蝶（女主角）[64]
- OFFICE SHIKA MUSICAL「我是怪獸－霓虹孩子 Live beat－」（2022年12月10日－18日，CBGK澀劇!!） [65]
- 舞台「鋼之鍊金術師」（2023年3月8日－12日，大阪：新歌舞伎座 ／3月17日－26日，東京：日本青年館表演廳）：飾演 溫莉·洛克貝爾[66]
  - 舞台「鋼之鍊金術師」-各自的戰場-（2024年6月8日－16日，日本青年館表演廳／6月29日－30日，Sky劇場MBS）[67][68]
- 音樂劇「彼得潘」（2023年7月25日－8月2日，東京國際論壇 C廳／8月16日，Westa川越 大廳／8月19日－20日，Santomyuze 上田市交流文化藝術中心 大廳 ／8月26日－27日，RYUTOPIA 新潟市民藝術文化會館 劇場）：飾演 Wendy[69]
- ノサカラボ「ゼロ時間へ」（2024年10月3日－9日，三越劇場 / 10月13日－14日，COOL JAPAN PARK OSAKA TT會館）[70] ：飾演 瑪麗·奧爾丁

### 廣告
- AKS AKB48集團映像倉庫（2019年2月19日－，日本電視台「AKBINGO!」內・秋葉原唐吉訶德牆壁/戶外廣告）[71]

### 活動
- AKB48岡部麟個人演唱會 ～喂喂~~！你是推麟麟的吧！？～（2019年1月17日，東京巨蛋城表演廳）
- Horipro NS星期三祭2020 ～用掌聲代替歡呼!! 寂靜聖誕特別篇～（2020年12月16日，HULIC HALL東京）[72]
- SMALL WORLDS TOKYO一週年紀念記者會（2021年7月7日）[73]
- 17LIVE リブランディング方針に関する発表会（2021年9月10日）- 來賓[74]
- Horipro NS星期三祭2021 ～慌慌張張的Hori之夜～（2021年12月1日，G-Rosso劇場）[75]
- Rakuten GirlsAward 2022 SPRING / SUMMER（2022年5月14日，幕張展覽館）[76]
- 笠間－KASAMA－栗子收藏開幕典禮（2022年11月1日）[77]
- 明治安田生命J2聯賽 第24輪 東京綠茵 vs FC琉球（2022年7月3日，味之素體育場）[78]
- Horipro NS星期二祭2023（2023年2月7日，山野Hall）[79]
- 2023明治安田生命J2聯賽第36輪 水戶蜀葵 vs. 大分三神（2023年9月21日，K's電器水戶體育場）[80]
- OFFICE SHIKA PRODUCE 歌劇《Ms.YAMA-INU》Ms.YAMA-INU 演後座談會（2024年1月15日，CBGK劇場）-  來賓[81]
- IBARAKI DREAM LAND 2024 （2024年10月19日，笠間藝術森林公園）-  來賓[82]
- Horipro NS歌謠祭 ～獻上感謝 歷代AKB大集合特別篇～（2025年4月29日，銀座 BASE GRANBELL）[83]

## 書籍

### 寫真集
- ESCARGOT（2024年3月27日，集英社） [84][85]

### 數位寫真集
- 永遠の虜毒（2024年10月1日，集英社）[86][87]

### 日曆
- 岡部麟 2025 Calendar（2024年12月14日發行）[88]

### 註解
1. ↑  「Horipro NS星期三祭2020 ～用掌聲代替歡呼!! 寂靜聖誕特別篇～（」），2020年12月16日，HULIC HALL東京[25]
2. ↑  由於劇場盤不收錄影像，故該曲的MV在單曲發行後才拍攝，MV本身則做為特典影像收錄於AKB48第六張專輯《這裡是羅德斯島、在這裡跳吧！》。
3. ↑  由於多名參與演出的人員出現身體不適，25日至8月2日在東京的所有演出都已取消[62]。

### 文獻
1. ↑  . 常陽リビング社. 2020-12-31  [2023-04-13]. （原始内容存档于2020-12-31） （日语）.
2. ↑  . 茨城陸上競技協会.   [2013-04-13] （日语）.
3. ↑  @beristagram_1107. . 2025-05-11  [2025-05-12] –Instagram （日语）.
4. 1 2 3  . 於Facebook. 2018-01-10 [2018-03-14] （日語）.
5. 1 2 3  . AKB48 Team 8官方網站.   [2023-04-04]. （原始内容存档于2023-05-11） （日语）.
6. ↑  講談社MOOK《AKB48總選舉官方指南2017》119頁
7. 1 2  . AKB48官方網站. 2024-04-03  [2024-04-04]. （原始内容存档于2024-03-31） （日语）.
8. ↑  . ORICON NEWS (oricon ME inc.). 2014-04-03  [2018-11-04]. （原始内容存档于2019-04-13） （日语）.
9. ↑  . modelpress. 2014-04-03  [2020-10-20]. （原始内容存档于2021-08-03） （日语）.
10. ↑  . ドワンゴジェイピーnews (ドワンゴ). 2016-10-19  [2023-06-20]. （原始内容存档于2023-04-10） （日语）.
11. ↑  . 日本マクドナルドホールディングス. 2017-07  [2024-10-15] （日语）.
12. ↑  . AKB48 Team 8官方網站. 2017-09-10  [2018-05-19]. （原始内容存档于2023-11-07） （日语）.
13. ↑  . modelpress. 2017-09-10  [2018-05-26]. （原始内容存档于2017-09-11） （日语）.
14. ↑  . AKB48官方Blog. 2017-12-09  [2017-12-12]. （原始内容存档于2018-03-13） （日语）.
15. ↑  . AKB48 Team 8官方網站. 2017-12-11  [2018-05-19] （日语）.
16. ↑  . AKB48官方Blog. 2018-03-09  [2018-03-09]. （原始内容存档于2018-03-13） （日语）.
17. ↑  . 東京體育. 2017-12-05  [2017-02-05]. （原始内容存档于2018-03-17） （日语）.
18. ↑  . AKB48 Team 8官方網站. 2018-01-10  [2018-03-13]. （原始内容存档于2018-03-16） （日语）.
19. ↑   [AKB48發表第51張單曲Center與選拔成員　4人初次進入選拔]. modelpress (Netnative). 2018-01-20  [2018-03-13]. （原始内容存档于2018-03-13） （日语）.
20. ↑   [岡部麟獲得第58名「我不以隊長的身分發言」]. 日刊體育 (日刊體育新聞社). 2018-06-16  [2018-06-17]. （原始内容存档于2018-06-16） （日语）.
21. ↑  . ORICON NEWS (oricon ME inc.). 2019-01-17  [2019-01-18]. （原始内容存档于2019-01-18） （日语）.
22. ↑  . 音樂Natalie (Natasha). 2019-01-18  [2019-01-18]. （原始内容存档于2019-01-18） （日语）.
23. ↑  . AKB48 Team 8公式サイト. 20201-11-01  [2024-10-19] （日语）.
24. ↑  . 體育報知. 2020-11-01  [2024-10-19] （日语）.
25. ↑  . ORICON NEWS (oricon ME). 2020-11-04  [2020-12-29]. （原始内容存档于2021-04-23） （日语）.
26. ↑  . サンスポ (産経デジタル). 2020-12-16  [2020-12-16]. （原始内容存档于2020-12-16） （日语）.
27. ↑  宮崎美穗「みゃおちゃんねる」 YouTube上的ホリプロイベント密着! 岡部麟ちゃん移籍発表の裏側（2020年12月23日）. Retrieved 2020-12-29.
28. ↑  @Berin_official.  (推文). 2020-12-16  [2024-04-30] –Twitter （日语）.
29. ↑  @Berin_official.  (推文). 2021-06-30  [2024-04-30] –Twitter （日语）.
30. ↑  . AKB48 Team8 官方網站. 2021-11-09  [2023-12-20]. （原始内容存档于2024-05-15） （日语）.
31. ↑  茨城県警察本部 (公式) [@ibarakipolice].  (推文). 2021-11-08  [2023-12-20] –Twitter （日语）.
32. ↑  @Berin_official.  (推文). 2023-11-07  [2024-04-30] –Twitter （日语）.
33. ↑  . AKB48官方部落格. 2023-11-07  [2023-11-07]. （原始内容存档于2023-11-07） （日语）.
34. ↑  . AKB48官方部落格. 2024-01-11  [2024-04-30]. （原始内容存档于2024-02-26） （日语）.
35. ↑  . ORICON NEWS (oricon ME). 2024-03-17  [2024-03-18] （日语）.
36. ↑  . AKB48官方網站 (DH). 2024-01-19  [2024-02-03]. （原始内容存档于2024-02-02） （日语）.
37. ↑  . modelpress. 2024-01-19  [2024-05-02]. （原始内容存档于2024-05-13） （日语）.
岡部麟. . 週プレNEWS.  與関根弘康的访谈 (集英社). 2024-03-17  [2024-05-02]. （原始内容存档于2024-04-17） （日语）.
38. ↑  . AKB48官方部落格. 2024-03-06  [2024-03-06]. （原始内容存档于2024-03-11） （日语）.
39. ↑  @Berin_official.  (推文). 2024-04-04  [2024-04-30] –Twitter （日语）.
40. ↑  . AKB48官方網站.   [2014-11-23]. （原始内容存档于2014-11-23） （日语）.
41. 1 2  《週刊Playboy》2014年第37號「AKB48 Team 8 初完全名鑑」
42. ↑  《FLASH特刊 寫真BEST2016盛夏號》（FLASH（日语：FLASH (写真週刊誌)）增刊）- 光文社發行
43. ↑  Kyoko Nishiyama. . Google+. 2014-08-06  [2018-03-13]. （原始内容存档于2019-03-30） （日语）.
44. ↑  . 「マジムリ学園」番組公式サイト. 日本テレビ放送網. 2018  [2018-08-06]. （原始内容存档于2023-04-04） （日语）.
45. ↑  . AKB48 Team 8官方網站. 2020-01-29  [2024-10-19] （日语）.
46. ↑  . ENTAME next (徳間書店). 2019-04-15  [2019-04-15]. （原始内容存档于2021-06-12） （日语）.
47. ↑  . AKB48 Team 8官方網站. 2019-04-13  [2019-12-29]. （原始内容存档于2019-04-23） （日语）.
48. ↑  . AKB48 Team 8官方網站. 2019-12-29  [2019-12-29]. （原始内容存档于2019-12-29） （日语）.
49. ↑  【公式】TBS芸能&情報まとめ, , 2022-04-02  [2024-10-22] （日语）
50. ↑  . ORICON NEWS (oricon ME). 2023-10-03  [2023-10-20]. （原始内容存档于2023-10-23） （日语）.
51. ↑  . BS-TBS. 2023  [2024-03-31]. （原始内容存档于2024-03-30） （日语）.
52. ↑  . Music Culture. 2017-08-02  [2024-10-22] （日语）.
53. ↑  .   [2018-03-14]. （原始内容存档于2018-03-15） （日语）.
54. ↑  . AKB48 Team8官方網站. 2014-08-06  [2018-03-13]. （原始内容存档于2018-03-17） （日语）.
55. ↑  . ニュースウォーカー (KADOKAWA). 2018-10-20  [2021-10-19]. （原始内容存档于2018-10-20） （日语）.
56. ↑  . ザテレビジョン (KADOKAWA). 2021-02-26  [2021-02-27]. （原始内容存档于2022-04-07） （日语）.
57. ↑  . modelpress. 2021-03-26  [2021-03-26]. （原始内容存档于2023-03-23） （日语）.
58. ↑  . 音楽ナタリー (ナターシャ). 2021-07-09  [2021-08-22]. （原始内容存档于2022-05-14） （日语）.
59. ↑  . OKMusic (ジャパンミュージックネットワーク). 2022-03-09  [2022-03-11]. （原始内容存档于2024-01-07） （日语）.
60. ↑  . ザテレビジョン (KADOKAWA). 2022-05-14  [2022-05-14] （日语）.
61. ↑  . 日刊體育 (日刊體育新聞社). 2022-05-13  [2022-05-14]. （原始内容存档于2024-01-17） （日语）.
62. ↑  . Sponichi Annex (體育日本新聞社). 2022-07-26  [2022-07-26]. （原始内容存档于2023-11-07） （日语）.
63. ↑  . HORIPRO STAGE.   [2022-07-26]. （原始内容存档于2023-06-07） （日语）.
64. ↑  . AKB48 Team8官方網站. 2022-04-13  [2022-10-02]. （原始内容存档于2022-12-02） （日语）.
65. ↑  . ステージナタリー (ナターシャ). 2022-12-13  [2022-12-15]. （原始内容存档于2022-12-22） （日语）.
66. ↑  . ORICON NEWS (oricon ME). 2022-10-24  [2022-10-24]. （原始内容存档于2022-11-15） （日语）.
67. ↑  . ステージナタリー (ナターシャ). 2023-12-13  [2023-12-13]. （原始内容存档于2024-01-18） （日语）.
68. ↑  . ステージナタリー (ナターシャ). 2024-01-18  [2024-01-18]. （原始内容存档于2024-03-17） （日语）.
69. ↑  . ステージナタリー (ナターシャ). 2023-02-02  [2023-02-02]. （原始内容存档于2024-03-17） （日语）.
70. ↑  . ステージナタリー. ナターシャ. 2024-05-31  [2024-05-31] （日语）.
71. ↑  . AKB48 Team 8官方網站. 2019-02-19  [2019-02-26]. （原始内容存档于2019-02-25） （日语）.
72. ↑  . Sponichi Annex. 2020-12-16  [2024-10-22] （日语）.
73. ↑  . ORICON NEWS. 2021-07-07  [2024-10-22] （日语）.
74. ↑  . 音楽ナタリー (ナターシャ). 2021-09-10  [2021-09-10]. （原始内容存档于2023-04-09） （日语）.
75. ↑  . PRTIMES. 2021-10-20  [2024-10-22] （日语）.
76. ↑  . modelpress. 2022-05-14  [2024-10-15] （日语）.
77. ↑  . ORICON NEWS. 2022-11-01  [2024-10-22] （日语）.
78. ↑  . 東京ヴェルディ / Tokyo Verdy.   [2024-10-22] （日语）.
79. ↑  @Berin_official.  (推文). 2023-02-07  [2024-10-22] –Twitter （日语）.
80. ↑  . 水戸ホーリーホック公式サイト. 2023-09-21  [2024-10-22] （日语）.
81. ↑  . SPICE. 2023-12-26  [2024-10-29] （日语）.
82. ↑  @Berin_official.  (推文). 2024-10-18  [2025-05-20] –Twitter （日语）.
83. ↑  @Berin_official.  (推文). 2025-04-28  [2025-05-20] –Twitter （日语）.
84. ↑  岡部麟. 中村和孝 , 编.  . 集英社. 2024-03-27: -1-128. ISBN 978-4-08-790157-3 （日语）.
85. ↑  . 日刊體育 (日刊體育新聞社). 2024-02-28  [2024-02-28]. （原始内容存档于2024-03-04） （日语）.
86. ↑  . 週プレNEWS.   [2024-10-19] （日语）.
87. ↑  . 週プレNEWS. 2024-09-29  [2024-10-19] （日语）.
88. ↑  @Berin_official.  (推文). 2024-09-04  [2024-09-10] –Twitter （日语）.

## 外部鏈結
- Horipro個人介紹頁 （页面存档备份，存于）（日語）
- ATELIER BERIN （页面存档备份，存于） - 岡部麟官方粉絲俱樂部（日語）
- AKB48個人介紹頁（日語）
- AKB48 Team 8個人介紹頁（页面存档备份，存于）（日語）
- 岡部麟的X（前Twitter） （日語）
- 岡部麟的Instagram帳戶 （日語）
- 岡部麟 官方755（日語）
- 岡部麟1st写真集《Escargot》【公式】的X（前Twitter）（日語）